# Crescent (Iowa)
Pour les articles homonymes, voir Crescent.
Crescent est une ville du comté de Pottawattamie, en Iowa, aux États-Unis. Elle est incorporée le 16 octobre 1959.

## Source de la traduction
- (en) Cet article est partiellement ou en totalité issu de l’article de Wikipédia en anglais intitulé « Crescent, Iowa » (voir la liste des auteurs).